# علائین
علائین، شهرکی از توابع بخش مرکزی شهرستان ری در استان تهران ایران است.

## اماکن تاریخی
- قلعه گبری شهرری
- قلعه کاسنی ری
- تپه باستانی کنده

## جمعیت
این شهرک در دهستان عظیمیه قرار دارد و براساس سرشماری مرکز آمار ایران در سال ۱۳۸۵، جمعیت آن ۲۴٬۱۷۹ نفر (۶٬۲۲۱خانوار) بوده‌است.